# Ils étaient dix
Dix Petits Nègres
Pour les articles homonymes, voir Dix Petits Nègres (homonymie) et And Then There Were None.
Dix Petits Nègres, retitré en 2020 Ils étaient dix dans la version française (titre original au Royaume-Uni en 1939 : Ten Little Niggers, devenu And Then There Were None aux États-Unis à partir de 1940, puis au Royaume-Uni en 1985), est un roman policier d'Agatha Christie publié le 6 novembre 1939 au Royaume-Uni et en 1940 en France.
Dans ce roman, dix personnes apparemment sans lien entre elles sont invitées à se rendre sur une île. Bien qu'elles soient seules à se trouver sur ce lieu, elles sont assassinées l'une après l'autre, à chaque fois d'une façon qui rappelle les couplets d'une comptine intitulée Dix Petits Nègres. La solution de l'énigme est fortement inspirée du dénouement de Six hommes morts de l'écrivain belge Stanislas-André Steeman, paru quelques années plus tôt.
Avec plus de cent millions d'exemplaires, ce livre est le plus vendu des romans d'Agatha Christie. Parmi les ouvrages les plus vendus au monde, c'est le premier roman policier et le sixième livre tous genres confondus. Il est dix-neuvième dans le classement des Cent Meilleurs Romans policiers de tous les temps, établi par la Crime Writers' Association en 1990, et dixième dans celui de la Mystery Writers of America en 1995. Il a été adapté plusieurs fois au théâtre, au cinéma, à la télévision et en jeu vidéo.

## Résumé
Vera Claythorne, institutrice, est engagée comme secrétaire auprès d'une certaine madame Owen, qui vit avec son époux sur l'île du Nègre, sur la côte du Devon, en Angleterre. En arrivant sur place, la jeune femme découvre qu'elle doit composer avec la présence de nombreux invités qui ne se connaissent pas. Les propriétaires, eux, sont mystérieusement absents. Au cours de la soirée, chaque convive est accusé d'un ou plusieurs meurtres.
Dans les quelques jours qui suivent, tous les invités, qui ne se connaissaient pas entre eux, meurent brutalement l'un après l'autre, à chaque fois d'une façon qui rappelle les couplets d'une comptine intitulée Dix Petits Nègres.
L'affaire est dans les mains de la police mais c'est une confession écrite du meurtrier qui révèle son identité.
Le tour de force du roman est que le nom de l'assassin est le dernier mot du texte (même si on peut le deviner à la lecture de la confession).
Dans la version originale et la traduction française du roman, le nom de l’hôte mystérieux est U.N. Owen, rappelant le mot unknown signifiant « inconnu ». Dans certaines adaptations en français comme la pièce de théâtre, ce nom a été changé en A.N. O'Nyme.
Ce résumé est rédigé d'après les traductions faites en français jusqu'en 2020.

### Chapitres 1 et 2
Dix personnes sont invitées sur l’île du Nègre par un certain U.N. Owen ou une certaine lady Constance Culmington :
- Le juge Lawrence John Wargrave ;
- Vera Elizabeth Claythorne, une institutrice engagée comme secrétaire sur l'île ;
- Philip Lombard ;
- Emily Caroline Brent ;
- Le Dr Edward George Armstrong, un médecin réputé invité pour soigner Mme Owen (O'Nyme) sur l'île ;
- Anthony James Marston ;
- William Henry Blore ;
- Gordon MacArthur ;
- Thomas et Ethel Rogers, couple de deux domestiques.

À la gare d’Oakbridge, Philip Lombard, Vera Claythorne, Lawrence Wargrave et Emily Brent sortent du premier train. Le général MacArthur sort du deuxième train. Ils se retrouvent tous au port, où les attend Blore, qui se fait appeler Davis. Juste avant leur départ, ils sont rejoints par Marston qui arrive en voiture. Ils montent dans une barque conduite par M. Narracott pour rejoindre l’île du Nègre. Quand ils arrivent à la demeure des Owen sur l'île, les hôtes sont absents. Le docteur Armstrong arrive le soir. Thomas et Ethel Rogers sont les deux seuls domestiques, arrivés un jour plus tôt. Les invités découvrent une mystérieuse comptine affichée dans chaque chambre contant l'histoire de dix petits nègres, qui meurent l'un après l'autre.

### Chapitres 3 et 4
Après le dîner, les invités remarquent, sur la table centrale du salon, un plateau avec dix statuettes de porcelaine représentant dix petits nègres.
Subitement, les dix invités sont accusés de meurtres par une voix dans la demeure. Mme Rogers, la domestique, fait un malaise en entendant l'accusation qui la concerne. Le Dr Armstrong lui donne un somnifère pour l'aider à dormir après l'avoir accompagnée dans la chambre avec son mari.
Tous les invités connaissaient les personnes qu’elles sont accusées d'avoir tuées. Par exemple, la victime du juge Wargrave est Edward Seton qu'il a fait condamner à mort.
Anthony Marston meurt juste après avoir avalé une gorgée de whisky.

### Chapitres 5 et 6
Le Dr Armstrong trouve du cyanure dans le verre de la victime. Blore pense alors qu'Anthony Marston s’est suicidé en s'empoisonnant, car il s'est servi lui-même ce verre. La mort de Marston correspond au début de la comptine.
Les neuf invités vont ensuite se coucher ; ils pensent à leurs victimes respectives.
Mme Rogers meurt pendant son sommeil. Miss Brent pense qu'elle est morte de remords et Blore pense que son mari l'a empoisonnée. Le bateau ne vient pas pour le ravitaillement.
Il ne reste que huit statuettes.

### Chapitres 7 et 8
Blore, Armstrong et Lombard visitent l’île à la recherche de ce M. O'Nyme, mais ils n'en trouvent aucune trace. Le général MacArthur pense que tous les invités vont mourir. Blore et Armstrong trouvent le général mystérieux. Ne trouvant rien sur l’île, ils fouillent la maison, en vain.

### Chapitres 9 et 10
Blore pense maintenant que madame Rogers est morte à cause du docteur Armstrong, qui lui aurait donné trop de somnifères, ce que rejette totalement le médecin. Conseillé par Isaac Morris, l'homme engagé par M. Owen pour organiser le séjour sur l'île, Philip Lombard a apporté un revolver. Ils se mettent à déjeuner, mais le général n’est pas là. Armstrong part le chercher et le retrouve mort. Il ne reste plus que sept statuettes.
Après avoir examiné le corps, le médecin affirme qu’il est mort frappé à la nuque. Le juge Wargrave pense que M. Owen (O’Nyme en français) fait partie des invités. Il cherche parmi tous les invités le coupable et déclare que, pour le deuxième crime, personne ne peut être entièrement exempt de soupçon. De plus, il ne sait pas qui a tué le général MacArthur.
Philip Lombard pense que le coupable est le juge Wargrave, alors que Vera Claythorne pense plutôt au docteur Armstrong. Le rideau rouge de la salle de bain a été volé.

### Chapitres 11 et 12
Au matin, Rogers a disparu, et il ne reste que six statuettes sur la table. Rogers est retrouvé mort ; alors qu’il coupait du bois, l’assassin l’a frappé à l'arrière de la tête avec une hache. Miss Brent est soupçonnée avant d'être retrouvée morte à son tour dans la salle à manger. Le médecin diagnostique une piqûre par une seringue contenant du cyanure. Ils mettent toutes les drogues et les armes dans un coffre-fort pour se préserver d’un nouveau meurtre, mais le revolver de Lombard a disparu.

### Chapitres 13 et 14
Le juge Wargrave est retrouvé mort à son tour d’un coup de revolver dans la tête, alors que les quatre autres étaient dans la chambre de Vera. La jeune femme a eu la frayeur de sa vie à cause d'une algue visqueuse accrochée au plafond, lui faisant croire à une main qui l'étranglait, et ses hurlements ont alerté les hommes au salon. Elle pensait que c'était Hugo, car il est tombé dans la mer et les algues.
La combine de l’assassin était de distraire les autres avec l'algue qui a fait peur à Vera afin d’abattre le vieux juge. Le revolver est revenu dans la chambre de Philip Lombard. Dans la nuit, Blore entend quelqu'un se déplacer dans la maison. Il va frapper à la porte de ses compagnons : Vera et Philip sont dans leur chambre, mais pas le docteur. Blore et Lombard partent à sa recherche, mais Armstrong a disparu on ne sait où. Il ne reste que trois petits nègres sur la table.

### Chapitre 15
À cause de la comptine qui parle d'un poisson d'avril, Vera pense qu’Armstrong a seulement feint sa mort, qu’il a enlevé une statuette et qu’il se cache sur l’île, car on n’a pas retrouvé son corps. Vera et Philip ne veulent plus rentrer dans la maison afin de pouvoir voir l’assassin rôdant sur l'île. Blore part seul dans la maison pour manger. Quelque temps après Vera et Philip ressentent une secousse et un cri venant de la maison ; ils s'y précipitent et retrouvent Blore mort le crâne écrasé par une pendule en marbre tombée d'une fenêtre. Les deux survivants pensent donc qu'Armstrong se cache dans la maison. Ils retrouvent le cadavre du médecin rejeté par la mer quelques heures plus tard.

### Chapitre 16
Il ne reste donc que deux survivants : Vera Claythorne et Philip Lombard. Chacun d'eux se dit que l'autre est le meurtrier. Grâce à une feinte, Vera réussit à subtiliser le revolver de Lombard et tue Philip quelques instants plus tard d’une balle en plein cœur. Vera se retrouve seule et soulagée, mais étrangement fatiguée. En rentrant dans la maison, elle casse deux des trois statuettes restantes et emporte la dernière avec elle. Elle va dans sa chambre et y trouve un nœud coulant suspendu à un crochet ainsi qu'une chaise en dessous. Elle réalise alors qu'elle vient de tuer un homme et, dans une sorte de délire, croit que son ancien amant, Hugo, désire qu'elle se suicide. Elle lâche la dernière statuette qui se brise sur le sol. Elle s’accroche à la corde, fait basculer la chaise et meurt pendue. Les dix petits nègres sont tous morts.

### Épilogue
Le superintendant et directeur adjoint de la police, Thomas Legge et l’inspecteur Maine essaient de percer le mystère de la mort des dix convives. Ils passent en revue tous les invités et voient la possibilité en chacun d'être le meurtrier. Malheureusement, au vu des indices découverts sur les lieux du crime, ils en déduisent qu'aucun d'eux n'aurait logiquement pu tuer tous les autres puis se suicider. La seule qui aurait pu le faire est Vera Claythorne : cependant, la police a découvert que la chaise qu'elle a renversée pour se suicider a été par la suite remise en place le long du mur, ce qui signifie que quelqu'un était encore en vie dans la maison après la mort de la jeune femme. Malgré tous les indices, les enquêteurs ne trouvent rien de plus ; le crime reste donc, à leurs yeux, bien mystérieux et totalement insoluble.
Une bouteille à la mer est retrouvée, avec une confession signée du vrai meurtrier de l'île du Nègre : le juge Lawrence Wargrave. Il a tué méticuleusement ses cinq premiers compagnons, puis simulé sa propre mort avec la complicité du docteur Armstrong, qui était trop naïf. Il a ensuite tué Armstrong et Blore, laissant le soin à Lombard et à Vera de se suspecter et attendant que l'un tue l'autre. Vera, sous la peur, a ainsi tué Lombard. Puis, Wargrave a mis en scène la corde et la chaise dans la chambre de la jeune femme. Il a ensuite attendu qu'elle vienne, espérant que le choc psychologique associé au fait qu'elle venait de commettre un meurtre la pousse à se suicider, ce qui s'est effectivement passé. Puis, alors que tous les autres étaient morts, le juge s'est suicidé en dernier dans son lit, grâce à un habile stratagème faisant en sorte qu'il meure bel et bien d'une balle dans la tête tout en rejetant l’arme assez loin de son corps pour qu'on ne pense pas au suicide.

## Personnages principaux

### Edward George Armstrong
Armstrong est un éminent médecin soupçonné d’avoir tué une patiente, Louisa Mary Clees, en l'opérant d’une péritonite, opération pourtant relativement simple, alors qu’il était ivre.

### William Henry Blore
Blore est un ancien officier de police qui dirige désormais une agence de détectives privés à Plymouth. À son arrivée sur l'île, il se fait passer pour un certain M. Davis, mais son véritable nom est rapidement connu des autres invités présents sur l’île du Nègre (grâce à la mystérieuse voix pré-enregistrée qui les accuse tous de meurtre par leur véritable nom). Il est soupçonné de faux témoignage ayant mené à l'arrestation injustifiée d’un dénommé James Stephen Landor, condamné à trois ans de travaux forcés et mort un an après le début de sa peine. Malgré sa corpulence, Blore est capable de mouvements vifs et assez rapides. Il a une allure militaire, des yeux gris et rapprochés, une moustache et un visage sans aucune expression.

### Emily Caroline Brent
Miss Brent est âgée de soixante-cinq ans. Elle tricote souvent. Très attachée à la religion, elle est soupçonnée d’avoir poussé au suicide sa domestique enceinte nommée Béatrice Taylor en la renvoyant de chez elle en pleine nuit. Miss Brent est une femme pudique, puritaine et avec un tempérament assez froid et sévère.

### Vera Elizabeth Claythorne
Miss Claythorne était la gouvernante de Cyril Ogilvie Hamilton, un enfant à la santé fragile. Elle devait se marier avec l'oncle de celui-ci, Hugo Hamilton, mais elle apprit que c'est l'enfant qui allait hériter d'une vraie fortune au lieu de son fiancé, qui lui n'a pas un sou et n'avait pas assez d'argent pour financer son mariage avec Vera. Il la soupçonne d'avoir volontairement laissé se noyer le petit garçon. C'est une femme forte et brillante, mais qui a des faiblesses par rapport à son passé.

### Philip Lombard
Lombard est un militaire (capitaine anglais) soupçonné de s’être emparé des vivres de ses vingt-et-un hommes appartenant à une tribu d'Afrique orientale, perdus dans la jungle et de les avoir laissés mourir de faim en les abandonnant à leur sort. Il a les traits d'un animal sauvage, en a la force et l'instinct de survie. C'est un homme perspicace et il aime utiliser la manière forte.

### John Gordon MacArthur
MacArthur est un ancien général qui a combattu pendant la Grande Guerre. C’est un homme âgé, soupçonné d’avoir envoyé en reconnaissance Arthur Richmond, l’amant de sa femme, afin que celui-ci se fasse tuer par l’ennemi. Il a senti qu'après l'incident, sa femme s'est doutée de son plan, et lui en a voulu en silence jusqu'à sa mort. MacArthur en a développé une certaine amertume.

### Anthony James Marston
Marston est un jeune homme beau et charismatique. C'est un dandy mais également un chauffard. On lui a retiré son permis de conduire par deux fois, une fois notamment après qu'il eut mortellement renversé deux enfants, John et Lucy Combes, qui traversaient la rue.

### Lawrence John Wargrave
Wargrave est un juge calme, réfléchi et honnête à qui l’on peut faire confiance. Secrètement, il semble trouver les femmes écervelées. Par le passé, le magistrat a conduit à la potence Edward Seton, un homme accusé d’avoir assassiné une vieille femme. Celui-ci avait convaincu le jury de son innocence et seul le juge l’estimait coupable. Le juge réussit à faire changer les jurés d'avis et Seton fut condamné à mort.

### Ethel Rogers
Mme Rogers est domestique, engagée depuis peu avec son mari par une certaine Mme A. N. O'Nyme (en français) ou U. N. Owen (en anglais) afin de servir dans une villa construite sur l'île du Nègre, où se déroule l'histoire. Mme Rogers est une femme très nerveuse et angoissée, se sentant apparemment coupable d'avoir laissé mourir son ancienne employeuse, Jennifer Brady, sous la pression de son mari.

### Thomas Rogers
Également domestique, efficace et discret, M. Rogers officie en compagnie de sa femme Ethel sur l’île du Nègre. Comme elle, il est accusé de négligence : ils ont laissé mourir madame Brady, la vieille dame chez qui ils étaient précédemment employés, car ils voulaient hériter de sa fortune.

## Ordre des morts
1. Anthony James Marston : Lors du premier dîner, après que chaque invité a été accusé de crime, Marston boit un verre de whisky et meurt instantanément après, il a en réalité ingéré du cyanure de potassium que le meurtrier a mis dans son verre pendant la panique[2] (Chapitre 5 p. 79).
2. Ethel Rogers : Le lendemain du premier jour, Mme Rogers ne se réveille pas[3]. Elle a fait une surdose de chloral car le meurtrier en a mis dans le verre dans lequel elle devait boire à cause de ses crises d'angoisse.
3. John MacArthur : Le général MacArthur qui a reçu un coup à la nuque par une matraque, est retrouvé mort par le docteur Armstrong.
4. Thomas Rogers : Alors qu'il coupait du bois, le meurtrier lui fend le crâne en deux avec une hache.
5. Emily Brent : Le meurtrier a mis du chloral dans son verre de thé afin de la rendre inconsciente, puis il l'a piquée avec une seringue remplie de cyanure.
6. Lawrence John Wargrave : Armstrong, Blore et Lombard montent à l'étage parce qu'ils ont été alertés par le cri de Claythorne. En redescendant au rez-de-chaussée, ils découvrent le juge Wargrave qui était seul au salon en robe écarlate et avec une perruque de juge sur la tête, mort d'une balle dans la tête d'un revolver (en réalité, il feint sa mort avec l'aide du docteur Armstrong).
7. Edward Armstrong : Wargrave se faisait passer pour mort, mais seul Armstrong le savait, car il était complice avec Wargrave sans savoir que ce dernier était le meurtrier. Wargrave lui avait donné rendez-vous un soir et ils sont montés en haut de la falaise. Alors qu'Armstrong se penche pour voir la « grotte » que Wargrave lui montre, ce dernier le pousse, et Armstrong fait un plat dans l'eau, ce qui le tue sur le coup. Son corps sera découvert après la mort de Blore. En effet, Lombard et Blore n'ont pas réussi à le trouver pendant la nuit, car son cadavre n'avait pas encore été rejeté par la mer.
8. William Blore : Alors qu'il est sorti chercher Armstrong avec Claythorne et Lombard, Blore décide de rentrer à la maison parce qu'il a faim. Wargrave, qui l'attendait à la fenêtre de la chambre de Claythorne, lui fait tomber sur la tête une pendule en marbre qui lui fracasse le crâne.
9. Philip Lombard : Après la découverte du corps d'Armstrong, et que tout démontre que c'était lui le meurtrier, Claythorne pense alors que le meurtrier est Lombard. Elle lui subtilise son revolver et l'abat d'une balle en plein cœur.
10. Vera Claythorne : Après avoir tué Lombard, elle devient folle d'avoir tué un homme. Elle rentre à la maison et se pend[4].

## La comptine(nursery rhyme)
Agatha Christie se basa, pour écrire son roman, sur Ten Little Niggers, une comptine anglaise adaptée en 1869 par Frank Green d'une autre comptine américaine écrite en 1868 par Septimus Winner, Ten Little Indians. Elle modifia simplement le dernier vers de la comptine pour les besoins de l'intrigue criminelle de son roman, tout en revenant aux paroles d’origine pour la version théâtrale.
Agatha Christie devait utiliser par la suite à plusieurs reprises les contraintes liées aux comptines dans ses romans : dès l'année suivante, dans le roman Un, deux, trois…, de manière assez libre et parfois humoristique, puis en 1942 dans le roman Cinq Petits Cochons, et dans quelques autres œuvres ultérieures.

### Versions françaises
| Une version française | Autre version française (avec des rimes) | Éditions du Masque, 2020 (pages 42 et 43) |
| --- | --- | --- |
| Dix petits nègres s'en allèrent dîner. L'un d'eux s'étouffa et il n'en resta plus que Neuf. Neuf petits nègres veillèrent très tard. L'un d'eux oublia de se réveiller et il n'en resta plus que Huit. Huit petits nègres voyagèrent dans le Devon. L'un d'eux voulut y demeurer et il n'en resta plus que Sept. Sept petits nègres coupèrent du bois avec une hachette. L'un d'eux se coupa en deux et il n'en resta plus que Six. Six petits nègres jouèrent avec une ruche. Une abeille a piqué l'un d'eux et il n'en resta plus que Cinq. Cinq petits nègres étudièrent le droit. L'un d'eux devint avocat il n'en resta plus que Quatre. Quatre petits nègres s'en allèrent en mer. Un hareng saur avala l'un d'eux et il n'en resta plus que Trois. Trois petits nègres se promenèrent au zoo. Un gros ours en étouffa un et il n'en resta plus que Deux. Deux petits nègres s'assirent au soleil. L'un d'eux fut grillé et il n'en resta donc plus qu'Un. Un petit nègre se trouva tout seul. Il alla se pendre et il n'en resta plus Aucun. | Dix petits nègres s'en furent dîner, L'un d'eux but à s'en étrangler N'en resta plus que neuf. Neuf petits nègres se couchèrent à minuit, L'un d'eux à jamais s'endormit N'en resta plus que huit. Huit petits nègres dans le Devon étaient allés, L'un d'eux voulut y demeurer N'en resta plus que sept. Sept petits nègres fendirent du petit bois, En deux l'un se coupa ma foi N'en resta plus que six. Six petits nègres rêvassaient au rucher, Une abeille l'un d'eux a piqué N'en resta plus que cinq. Cinq petits nègres étaient avocats à la cour, L'un d'eux finit en haute cour N'en resta plus que quatre. Quatre petits nègres se baignèrent au matin, Poisson d'avril goba l'un N'en resta plus que trois. Trois petits nègres s'en allèrent au zoo, Un ours de l'un fit la peau N'en resta plus que deux. Deux petits nègres se dorèrent au soleil, L'un d'eux devint vermeil N'en resta plus qu'un. Un petit nègre se retrouva tout esseulé Se pendre il s'en est allé N'en resta plus... du tout. | Dix p’tits soldats s’en furent souper, (Anthony James Marston) L’un d’eux but à s’en étouffer — n’en resta plus que neuf. Neuf p’tits soldats veillèrent très tard, (Ethel Rogers) L’un d’eux dormit plus que sa part — n’en resta plus que huit. Huit p’tits soldats flânèrent de-ci de-là, (John MacArthur) Dans le Devon l’un s’installa — n’en resta plus que sept. Sept p’tits soldats débitaient du petit bois, (Thomas Rogers) En deux moitiés l’un se coupa — n’en resta plus que six. Six p’tits soldats s’amusaient au rucher, (Emily Brent) Par une abeille l’un fut piqué — n’en resta plus que cinq. Cinq p’tits soldats étudiaient le droit, (Lawrence John Wargrave) L’un d’eux fut nommé juge, ma foi ! — n’en resta plus que quatre. Quatre p’tits soldats prenaient un bain de mer, (Edward Armstrong) Poisson d’avril goba l’un, Ô ma mère ! — n’en resta plus que trois. Trois p’tits soldats visitaient le zoo, (William Blore) Un ours prit l’un entre ses crocs — n’en resta plus que deux. Deux p’tits soldats se chauffaient au soleil, (Philip Lombard) L’un d’eux grilla jusqu’aux orteils — n’en resta donc plus qu’un. Un p’tit soldat se retrouva solitaire (Vera Claythorne) Il alla se pendre, quelle misère ! — n’en resta plus aucun. |

### Versions anglaises
| Ten Little Niggers (Frank Green) | Ten Little Indians (Septimus Winner) |
| --- | --- |
| Ten little nigger boys went out to dine One choked his little self, and then there were nine. Nine little nigger boys sat up very late One overslept himself, and then there were eight. Eight little nigger boys traveling in Devon One said he'd stay there, and then there were seven. Seven little nigger boys chopping up sticks One chopped himself in half, and then there were six. Six little nigger boys playing with a hive A bumble-bee stung one, and then there were five. Five little nigger boys going in for law One got in chancery, and then there were four. Four little nigger boys going out to sea A red herring swallowed one, and then there were three. Three little nigger boys walking in the zoo A big bear hugged one, and then there were two. Two little nigger boys sitting in the sun One got frizzled up, and then there was one. One little nigger boy living all alone He went and hanged himself and then there were none. | Ten little Injuns standin' in a line, One toddled home and then there were nine; Nine little Injuns swingin' on a gate, One tumbled off and then there were eight. Refrain : One little, two little, three little, four little, five little Injuns boys, Six little, seven little, eight little, nine little, ten little Injuns boys. Eight little Injuns gayest under heav'n, One went to sleep and then there were seven; Seven little Injuns cutting up their tricks, One broke his neck and then there were six. Six little Injuns kickin' all alive, One kick'd the bucket and then there were five; Five little Injuns on a cellar door, One tumbled in and then there were four. Four little Injuns up on a spree, One he got fuddled and then there were three; Three little Injuns out in a canoe, One tumbled overboard and then there were two. Two little Injuns foolin' with a gun, One shot t'other and then there was one; One little Injuns livin' all alone, He got married and then there were none. |

## Changements de titre

### En anglais
En raison du caractère raciste et insultant du mot « nigger » en anglais, le titre original a été changé à deux reprises dans cette langue :
- Ten Little Niggers : version originale britannique, conforme au titre de la chanson de 1869[5].
- Ten Little Indians : version alternative américaine, calquée sur le titre de la chanson de 1868[6]. Titre utilisé aux États-Unis à partir de 1965[8].
- And Then There Were None (littéralement « Et il n'en resta plus aucun ») : c'est sous ce titre, le dernier vers de la même chanson, qu'il est publié aux États-Unis à partir de 1940, et au Royaume-Uni en 1985[9].

### En français
La France est l'un des derniers pays à entériner le changement de titre en 2020. Les Éditions du Masque annoncent alors sur leur catalogue la parution de l'ouvrage sous le titre Ils étaient dix, à la demande de James Prichard, l'arrière-petit-fils d'Agatha Christie et gérant de ses droits, qui déclare que « quand le livre a été écrit, le langage était différent et on utilisait des mots aujourd’hui oubliés. Ce récit est basé sur une comptine populaire qui n’est pas signée Agatha Christie […] Agatha Christie était avant tout là pour divertir et elle n’aurait pas aimé l’idée que quelqu’un soit blessé par une de ses tournures de phrase », ajoutant « nous ne devons plus utiliser des termes qui risquent de blesser : voilà le comportement à adopter en 2020 ». Ce changement de titre s'accompagne également du remplacement par soldat du mot nègre qui apparaissait 74 fois dans l'ouvrage, traduit dans les années 1940.
En France, ce changement fait face à une bronca. L'historien Jean-Yves Mollier évoque une « censure » sous l'effet du « politiquement correct ».  Laure Murat rejette l'idée qu'il s'agit d'une censure : les versions antérieures non expurgées peuvent toujours être consultées, et le changement de titre ne peut être assimilé à la censure d'État qui est réelle aux États-Unis. Mais, comme lui, elle recommande de contextualiser les œuvres plutôt que de les édulcorer ; pour elle, l'entreprise de récriture « falsifie l'Histoire et échoue dans sa mission » : dans le cas du roman d'Agatha Christie, elle rend confuse l'intention de l'autrice sans réellement changer l'esprit du texte, qui est parsemé de remarques racistes et imprégné d'idéologie coloniale,.

## L'Île du Nègre

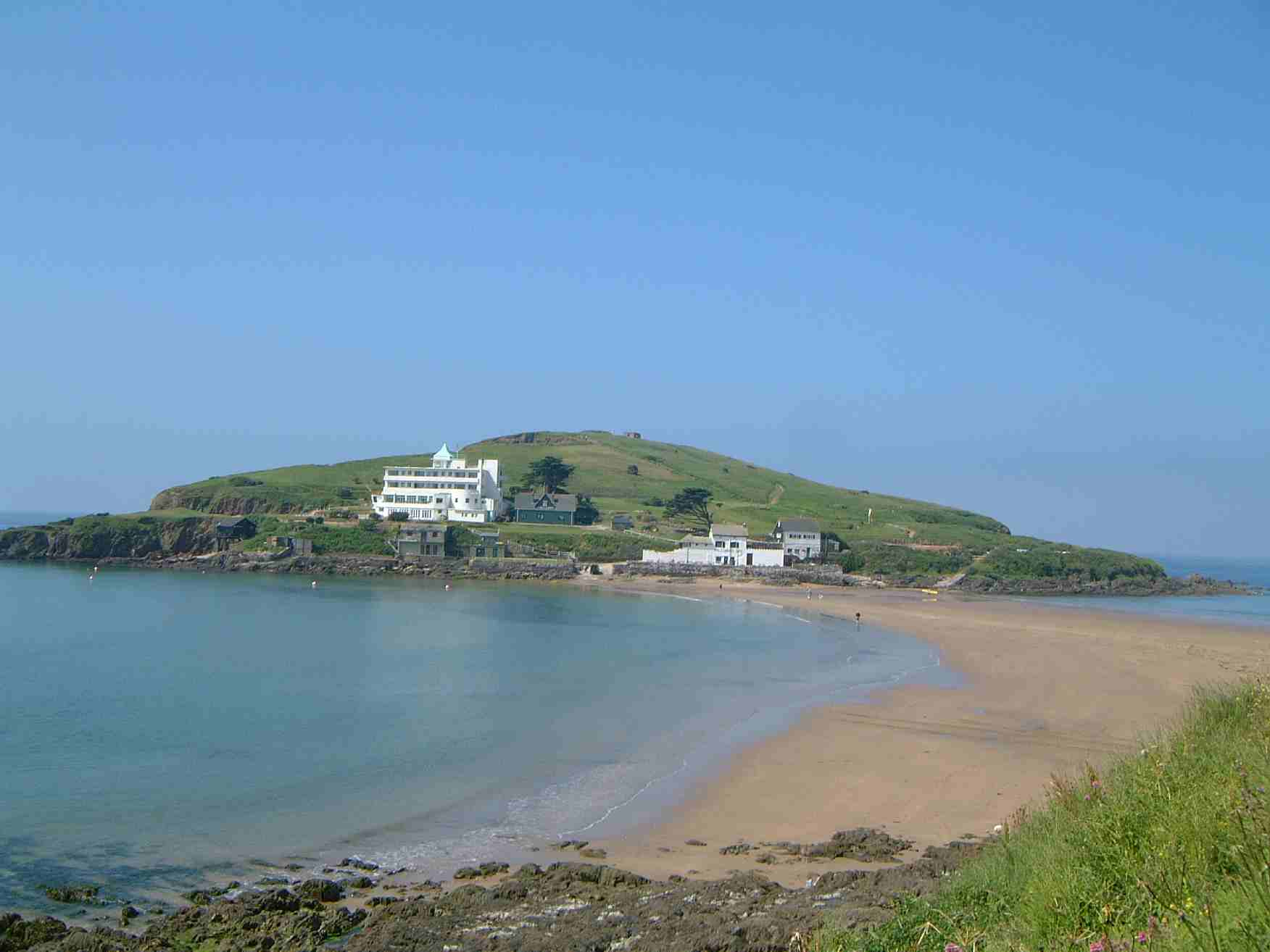
Burgh Island

L'île du Nègre sur laquelle se déroule la majeure partie du roman est inspirée par Burgh Island, située dans le sud du comté du Devon, dans le sud-ouest de l'Angleterre. Agatha Christie y a séjourné plusieurs fois, ce qui l'a inspirée pour son roman. Le terme de « Nègre » ayant été jugé offensant, l'île a été rebaptisée à plusieurs reprises au fil des éditions successives du roman. Ainsi, dans certaines éditions anglophones, l'île du Nègre (Nigger Island) fut d'abord changée en « Indian Island » (l'île de l'Indien), puis en « Soldier Island » (l'île du Soldat) et la chanson transformée en « Dix petits soldats ». Dans la nouvelle édition française de 2020, traduite par Gérard de Chergé, elle est appelée l'île du Soldat, comme dans la version anglophone.

## Éditions
- (en) Ten Little Niggers, Londres, Collins Crime Club, novembre 1939, 256 p.
- (en) And Then There Were None, New York, Dodd, Mead and Company, janvier 1940, 264 p.
- Dix Petits Nègres (trad. Louis Postif), Paris, Librairie des Champs-Élysées, coll. « Le Masque » (no 299), 1940, 244 p. (BNF 31945515)
- (en) Ten Little Indians, New York, Pocket Books, 1964 (Première publication sous ce titre alternatif)
- Dix Petits Nègres (trad. Gérard de Chergé), dans : L'Intégrale : Agatha Christie (préf. Jacques Baudou), t. 6 : Les années 1938-1940, Paris, Librairie des Champs-Élysées, coll. « Les Intégrales du Masque », 1993, 1182 p. (ISBN 2-7024-2239-X, BNF 35585904)
- Ils étaient dix : précédemment publié sous le titre Dix petits nègres (trad. Gérard de Chergé), Éditions du Masque, coll. « Masque poche », 2020 (ISBN 9782702449547)

## Honneurs
Dix Petits Nègres occupe la 19e place au classement des cent meilleurs romans policiers de tous les temps établi par la Crime Writers' Association en 1990.
Dix Petits Nègres occupe également la 10e place au classement des cent meilleurs livres policiers de tous les temps établi par l'association des Mystery Writers of America en 1995.

## Adaptations

### Théâtre
- 1939 : Dix Petits Nègres (Ten Little Niggers, Ten Little Indians ou And Then There Were None), pièce de théâtre d'Agatha Christie, avec une fin alternative ;
- 1943 : Les Dix Petits Nègres, adaptation française de Pierre Brive et Meg Villars en trois actes et cinq tableaux. Publiée à Paris par la Librairie théâtrale ;
- 2003 : Devinez qui ?, pièce de théâtre de Sébastien Azzopardi, mise en scène originale de Bernard Murat (Théâtre du Palais-Royal) ;
- 2005 : Dix Petits Nègres (Ten Little Niggers, Ten Little Indians ou And Then There Were None), pièce de théâtre de Kevin Elyot, avec la fin originale du roman ;
- 2014 : Et il n'en resta plus aucun, mise en scène de Robert Sandoz.

### Cinéma
- 1945 : Dix Petits Indiens (And Then There Were None), film américain réalisé par René Clair ;
- 1965 : Les Dix Petits Indiens (Ten Little Indians), film britannique réalisé par George Pollock ;
- 1974 : Dix Petits Nègres, film franco-anglo-italo-germano-espagnol réalisé par Peter Collinson, avec notamment Charles Aznavour ;
- 1987 : Desyat negrityat (Десять негритят), film soviétique réalisé par Stanislav Govoroukhine, seul film à adapter la fin du roman ;
- 1989 : Ten Little Indians (parfois titré Death on Safari), film britannique réalisé par Alan Birkinshaw, avec notamment Donald Pleasence ;

De nombreux autres films se sont plus ou moins inspirés du scénario du roman sans pour autant en être des adaptations :
- 1965 : Gumnaam (en), film indien (Bollywood) réalisé par Raja Nawathe ;
- 1970 : L'Île de l'épouvante (5 bambole per la luna d'agosto), film italien réalisé par Mario Bava ;
- 1989 : La Réception, film d'horreur canadien réalisé par Robert Morin ;
- 2003 : Identity, film américain réalisé par James Mangold ;
- 2004 : Profession profiler (Mindhunters), film américain réalisé par Renny Harlin ;
- 2010 : Devil, film américain réalisé par Drew Dowdle et John Erick Dowdle ;
- 2011 : Game (hindi : गेम), film indien réalisé par Abhinay Deo ;
- 2014 : Sabotage, film d'action américain réalisé par David Ayer.

### Télévision
- 1949 : Ten Little Niggers, téléfilm britannique réalisé par Kevin Sheldon diffusé le 20 août 1949 sur la BBC ;
- 1953 : Dix Petits Nègres, téléfilm français diffusé le 19 mars 1953 sur la RTF ;
- 1959 : Ten Little Indians, téléfilm américain réalisé par Paul Bogart, Philip F. Falcone, Leo Farrenkopf et Dan Zampino diffusé le 18 janvier 1959 sur la NBC ;
- 1969 : Zehn kleine Negerlein, téléfilm ouest-allemand réalisé par Hans Quest diffusé le 5 juillet 1969 sur la ZDF ;
- 1970 : Dix Petits Nègres, épisode de la série Au théâtre ce soir réalisé par Pierre Sabbagh, avec notamment Jean Degrave et Alix Mahieux ;
- 1974 : Achra Abid Zghar (عشرة عبيد زغار), série télévisée libanaise diffusée sur Télé-Liban 1 ;
- 2014 : Achra Abid Zghar (عشرة عبيد زغار), série télévisée libanaise diffusée sur Murr Television ;
- 2015 : Agatha Christie : Dix Petits Nègres (And Then There Were None), mini-série britannique diffusée sur la BBC au Royaume-Uni et sur TF1 en France l'année suivante.
- 2020 : Ils étaient dix, mini-série française librement adaptée du roman, diffusée sur Salto puis sur M6

Certaines séries se sont plus ou moins inspirés du scénario du roman sans pour autant en être des adaptations :
- 1967 : Meurtres distingués, épisode de la saison 4 de la série Chapeau melon et bottes de cuir écrit par Brian Clemens et réalisé par Charles Crichton, avec Diana Rigg, Patrick MacNee, Charlotte Rampling et Donald Sutherland, qui introduit un élément original : le personnage qui simule sa mort a un jumeau qui prend subrepticement sa place ; il "meurt" donc trois fois : sa mort simulée - sa mort véritable - la mort de son jumeau.

- 2009 : Harper's Island, série américaine diffusée sur CBS[16],[17];
- 2018 : Le Chalet, série française diffusée sur France 2[18],[19],[20].

### Radio
En 1973, la Comédie-Française monte un feuilleton radiophonique francophone intitulé Les Dix Petits Nègres pour l'ORTF. Diffusée pour la première fois le 7 octobre 1973, cette adaptation se compose de deux parties d'environ 50 minutes chacune, réalisées par Jacques Reynier et adaptées par Pierre Brive et Meg Villars,.
En 2010, la BBC Radio 4 diffuse au Royaume-Uni And Then There Were None, feuilleton radiophonique de 90 minutes.

### Jeu vidéo
- 2005 : Agatha Christie : Devinez qui ? Adapté de Dix Petits Nègres (Agatha Christie: And Then There Were None), jeu d'aventure pointer-et-cliquer sur PC et Wii édité par The Adventure Company ;
- 2002 : Embodiment of Scarlet Devil, jeu japonais de shoot 'em up sur PC, sixième de la série Touhou Project. Il y a plusieurs références au livre, dont le thème musical du boss extra (Flandre Scarlet) nommé « U.N. Owen Was Her ? », ou encore une des spell cards de celle-ci nommée « And Then There Will Be None ? » ;
- 2007 : Umineko no naku koro ni, jeu japonais de visual novel sur PC. L'intrigue se passe aussi sur une île coupée du monde, les meurtres se succèdent en suivant une épitaphe, ce qui n'est pas sans rappeler le déroulement des meurtres selon la comptine, et on retrouve le passage de la bouteille à la mer contenant les explications des meurtres. De plus, il est plusieurs fois fait allusion à ce roman dans le jeu.

### Bande dessinée
- 1996 : Dix Petits Nègres, bande dessinée française de la collection Agatha Christie de François Rivière (scénario) et Frank Leclercq (dessin), publiée en avril 1996 et rééditée en novembre 2002.
- 2009 : 10 petits insectes, adaptation libre comique à destination des enfants de Davide Calì, illustré par Vincent Pianina, publié par Sarbacane.
- 2020 : Ils étaient dix, bande dessinée de la collection Agatha Christie aux Editions Paquet, de Pascal Davoz (scénario) et Callixte (dessin), septembre 2020.

### Littérature
- Jean-Paul Tapie, Dix petits phoques, Montpellier, H & O Éditions, 1999 (adaptation libre : les dix personnages assassinés sont tous de beaux jeunes hommes homosexuels ; le coupable est un autre personnage, plus âgé, tout aussi gay mais jaloux de leur beauté et de leur jeunesse).
- La Vérité sur « Dix Petits Nègres », Pierre Bayard, Paris, Éditions de Minuit, 2019  (ISBN 9782707344885) (propose une explication différente et un autre coupable aux meurtres).